# Bela Cruz
Bela Cruz é um município brasileiro, do estado do Ceará, localizado às margens do Acaraú, na micro-região do Litoral de Camocim e Acaraú mesorregião do Noroeste Cearense. Bem próximo da praia de Jericoacoara.

## História

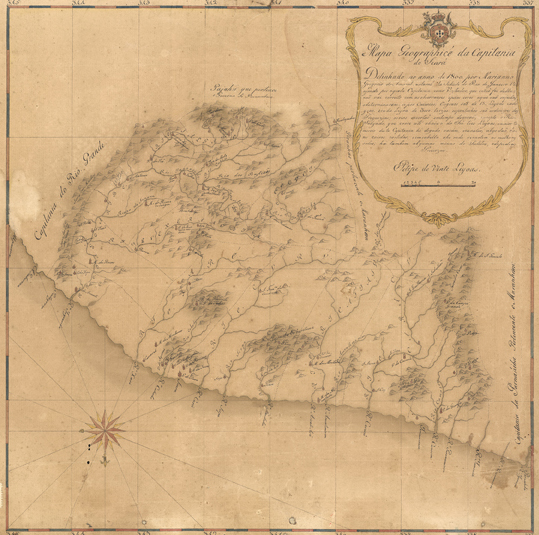
Mapa do Ceará em 1800, com destaque para Bela Cruz

Situado numa área conhecida e cartografada pelos portugueses em meados do século XVII, surge como núcleo urbano a partir do século XVIII. Apesar de a tradição oral dar conta de uma velha mulata (Genoveva) como a primeira habitante da localidade, isso não é exato. Diversos latifundiários e criadores de gado adquiriram sesmarias e ali passaram a morar, isso, quase um século antes da existência de Genoveva.

## Etimologia
O topônimo Sítio Santa Cruz foi seu primeiro nome, posteriormente 'Santa Cruz do Acaraú'. Em 1938, o Decreto Federal nº 311, deu-lhe a denominação de Bela Cruz, que prevalece até hoje.

## Símbolos
De acordo com a Lei Orgânica do Município de Bela Cruz, revisada pela Proposta de Emenda Nº 001/2016, de 28 de dezembro de 2016, art. 4º, inciso III
(...)
§ 1º. São símbolos do Município o Brasão de Armas, o Hino, a Bandeira do Município e outros estabelecidos em lei municipal.
Em 2022, o governo de Bela Cruz fez a revitalização de seus símbolos pela Lei 940/2022, ficando com as descrições a seguir:

### Brasão
I - a forma, tradicional na heráldica, de um cálice de cor azul; II - ao centro, numa faixa oblíqua, amarela, dividido diagonalmente a partir do canto esquerdo, ostentam 03 (três ) carnaubeiras; III - o lado direito, acima, ocupado por uma Cruz branca, recorda as origens em que foi fundado o município; IV - na parte inferior, do lado esquerdo, está representado o mapa do município em seu contorno com preenchimento na cor branca; V - a área superior do escudo traz uma estrela em azul, no centro, simbolizando a sede do município; VI - ladeando o escudo têm-se 02 (dois) galhos de cajueiros com 12 (doze) folhas verdes (os dois primeiros pares de folhas sem fruto) e 05 (cinco) frutos vermelhos em cada, cruzando-se abaixo da faixa azul que, juntos, representam a principal fonte de trabalho e renda; VII - abaixo do escudo dispõe-se uma faixa na cor azul com o letreiro na cor branca, fonte Arial: Bela Cruz.

### Bandeira
A Bandeira do município de Bela Cruz foi instituída pela Lei nº 227 de 23 de maio de 1972 com desenho do artista belacruzense João Venceslau Araújo (Joca Lopes) e posteriormente substituída pelo modelo idealizado por Vicente Freitas sendo oficializado pela Lei 940/2022, Lei dos Símbolos de Bela Cruz.
I - formada por um retângulo dividido em três faixas verticais de mesmo tamanho, nas cores, verde e amarela, idênticas as da Bandeira Nacional; II - no centro da faixa amarela ficará o Brasão do município; III - as faixas verdes ficarão dispostas uma a direita e uma esquerda da faixa central, conforme especificado no anexo; IV - feitura da Bandeira do município de Bela Cruz obedecerá as seguintes regras: a - para cálculo das dimensões, tomar-se-á por base a largura desejada, dividindo-se esta em 28 (vinte e oito) partes iguais. Cada uma das partes será considerada um módulo; b - o comprimento será de 40 módulos (40M); c - cada faixa vertical verde terá vinte e oito módulos (28M) de largura por onze módulos (11M) de comprimento; d - a faixa vertical amarela no meio do retângulo terá vinte e oito módulos (28M) de largura por dezoito módulos (18M) de comprimento; e - a distância do Brasão para a parte superior e inferior do retângulo central amarelo será de seis módulos (6M) e das laterais serão de um módulo (1M.)

### Hino
Art. 3º - Fica oficializada no município de Bela Cruz, a partitura do HINO DE BELA CRUZ, em sua versão para canto, canto e piano, banda de música, orquestra, coro a quatro vozes, cuja letra é de autoria de João Damasceno Vasconcelos e a respectiva música é de João Venceslau Araújo, com edição e revisão de Giuliano Eriston.

## Geografia

### Clima
Tropical quente semiárido com pluviometria média de 1093 mm com chuvas concentradas de janeiro a abril.

### Subdivisão
O município tem 2 distritos:  Bela Cruz (sede) e Prata.

### Hidrografia e recursos hídricos
As principais fontes de água são: rios: Acaraú e riachos: Inhanduba, da Prata e do Córrego; lagoas: Belém de Fora, J. de Sá, do Mato, do Grosso e Santa Cruz; açudes: de Araticuns, da Prata e do Cajueirinho; diversos córregos que fluem para o Rio Acaraú e riachos.

### Relevo e solos
Região costeira (areias quartzosas álicas, areias quartzosas distróficas, areias quartzosas eutróficas, areias quartzosas marinhas distróficas, podzólico vermelho amarelo eutrófico) formada de dunas e Ilhas, como a Ilha do Rocha. Não possui grandes elevações.

### Vegetação
A maior parte do território é coberto por cajueiros, pequena área coberta por caatinga arbustiva aberta e densa, e por tabuleiros costeiros.

## Demografia
Sua população estimada em 2009 era de 30.000 habitantes.
- População (Dados do Censo 2010, publicados no Diário Oficial da União, dia 4 de novembro de 2010): 30.471;
- População (IBGE: 2007): 29.627;
- População (2000): 28.358;
- População Urbana (2000): 11.585;
- População Rural (2000): 16.773;
- Densidade Demográfica (2000): 33,69 hab/km².

## Economia
A economia do município concentra-se na agricultura, onde se produz castanha de caju, mandioca, milho, feijão, batata-doce, melancia e carnaúba. A pecuária também constitui fonte de emprego e renda para boa parcela da população.
O comércio de Bela Cruz reveste-se de suma importância para a economia do município, contando com lojas de tecidos, armarinhos, lojas de calçados, de eletrodomésticos, de confecções, mercearias, armazéns, farmácias, materiais de construção, dentre outras.
A atividade artesanal também se encontra fortemente presente, sendo sua produção bastante diversificada: bordados, rendas, varandas, redes de dormir, crochê, redes de pesca, etc.
A arrecadação fiscal do município é pequena, inviabilizando ações de infraestrutura e saneamento básico. As principais fontes de trabalho existentes, no município, concentram-se na agricultura, no comércio e no serviço público municipal, alvo de constantes disputas políticas

## Cultura

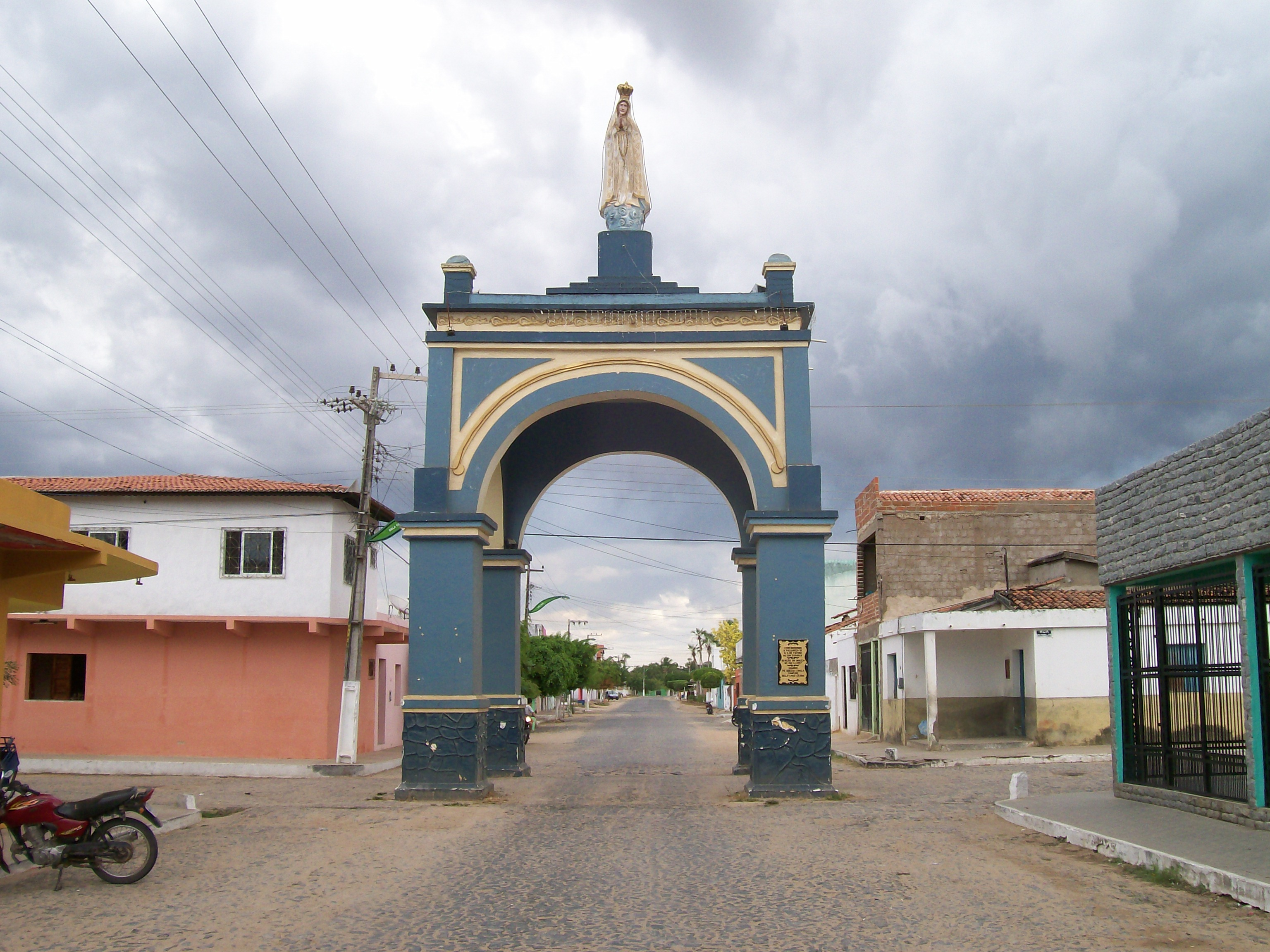
Arco do Triunfo com a Imagem de Nossa Senhora de Fátima de Bela Cruz

- Arraiá da Vizinhança — Matriz (último fim de semana de julho),
- Festa de São Francisco — Matriz (de 25/09 a 04/10),
- Festa de São Vicente de Paulo (27 de setembro),
- Festa da Padroeira — Nossa Senhora da Conceição (8 de dezembro).